# Tunisiennes (Lucie Paul-Margueritte)
Tunisiennes est le titre d'un ouvrage de Lucie Paul-Margueritte publié en 1937.

## Contexte
Lucie Paul-Margueritte, déjà titulaire du grand prix littéraire de la Tunisie pour 1936,, obtient une bourse de voyage du protectorat français de Tunisie. Elle embarque à bord du Timgad et arrive à Tunis le 12 novembre 1936. Elle y est accueillie, sur proposition du résident général Armand Guillon, dans une famille de la médina et assiste au mariage d'une fille de cette famille. 

## Ouvrage
Elle se rend au cours d'un périple de plusieurs mois à Sousse, Sfax, Gabès, Djerba, Zarzis, Médenine, Matmata, Gafsa, Tozeur, Nefta, Aïn Draham, Tabarka, Dougga, Radès, Hammam Lif, Korbous, Kesra, Makthar, Haïdra, Sbeïtla, Thuburbo Majus et Thibar.
Elle en tire la matière de son essai et d'une série de conférences portant sur « l'évolution des musulmanes en Tunisie ».
Elle expose les détails du ramadan et décrit les quatre grandes fêtes musulmanes. Elle traite de la polygamie, de la répudiation,et l'éducation des filles. Le port du voile est déjà un problème posé à la société musulmane ; elle rencontre une institutrice, Mme Ben Redjeb, qui revendique : « Premièrement, que les jeunes filles et les jeunes gens puissent se voir avant de s'épouser. Deuxièmement, que le voile soit supprimé. Nous aurons alors fait un grand pas vers la liberté ». Elle lit une revue nouvelle, Leïla, dans laquelle un article conclut : « Le voile frappe une race à l'endroit le plus vulnérable et le plus vital. Il la frappe dans l'épanouissement de sa jeunesse à laquelle il enlève le ressort essentiel à toute activité humaine, la raison même de tout désir de progrès, de gloire, et de conquête. Il faut mener la guerre contre le voile assassin ».

## Éditions
- Tunisiennes, Paris, Denoël, 1938, 186 p.
- Tunisiennes, Paris, L'Harmattan, coll. « Autrement mêmes » (no 111), 2015, 184 p. (ISBN 978-2-343-07843-4).